# Gothic (subcultuur)

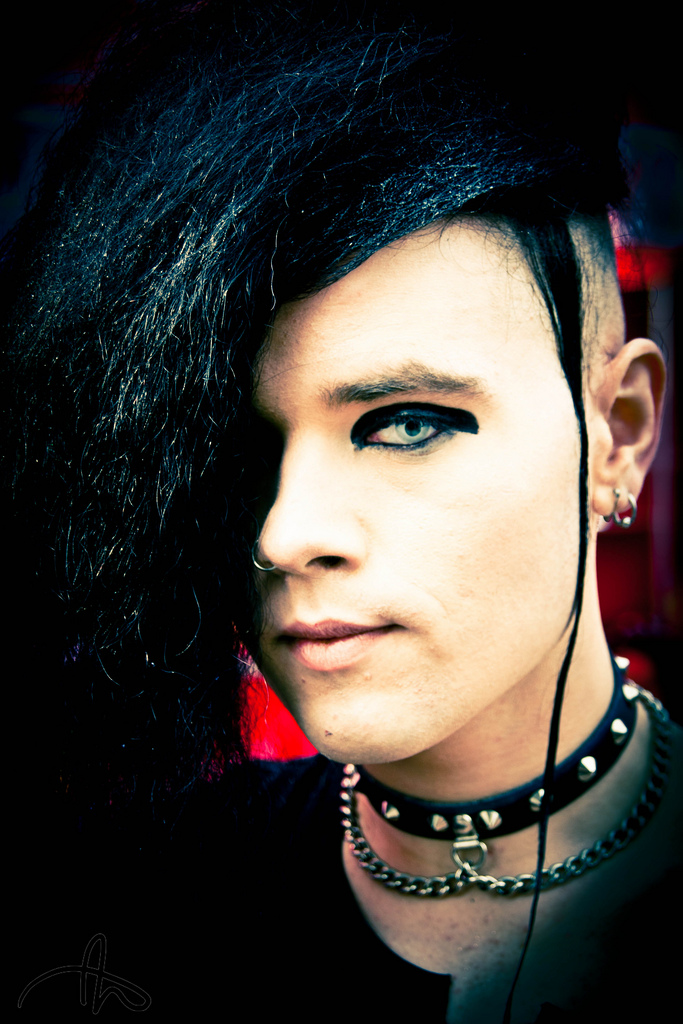
Gothic jongere in 2011 in Duitsland

Gothic is een (sub)cultuur die opkwam in de vroege jaren 80 als een variant van de gothic-rockscene, een  subgenre van postpunk, of new wave. De cultuur komt tot uiting in de muziek en kledingstijlen. Aanhangers worden goths of gothics genoemd.
De volgende kledingstijlen zijn populair binnen de cultuur: batcave/deathrock, victoriaans, lolita, fetisj, androgyn, cybergothic en darkwave.
Vanaf het midden van de jaren 90 werd gothic populairder en kwamen er gothicfestivals waar verschillende muziekstijlen klinken, zoals batcave, deathrock, cyber (industrial, electronic body music), darkwave en punk, later aangevuld met noise en futurepop.

## Geschiedenis

### Oorsprong
De associatie van gothic met horror, duisternis en het bovennatuurlijke is terug te voeren op het ontstaan van de gothic novel in de 18e eeuw. De eerste gothic-roman, The Castle of Otranto (subtitel 'A Gothic Story') van Horace Walpole, verscheen in 1764. De naam 'gothic', die oorspronkelijk naar de Goten verwees en toen de betekenis kreeg van 'Germaans', verwijst naar de gotiek van de late middeleeuwen, waarin veel van deze verhalen zich afspelen. In de gotiek waren onder meer sculpturen van gargouilles (waterspuwers) en afbeeldingen van demonen populair. Tegen de 18e eeuw ontstond er een fascinatie voor middeleeuwse ruïnes die het decor vormden voor het horrorgenre. De zwaar aangezette vorm van romantiek was populair in Europa, vooral onder Engels- en Duitstalige schrijvers en kunstenaars. Walpole's roman vestigde horrorstereotypen zoals grafzerken, kasteel- en kerkruïnes, geesten, vampiers, vervloekten en melodrama.
Het literaire genre ontstond in Engeland in de tweede helft van de 18e eeuw, waar het, in navolging van Walpole, verder werd uitgebouwd door Clara Reeve, Ann Radcliffe, William Thomas Beckford en Matthew Lewis. Het genre was in de 19e eeuw succesvol met proza van Mary Shelley (Frankenstein), Edgar Allan Poe en Charles Dickens (de novelle A Christmas Carol), en met poëzie van Samuel Taylor Coleridge en Lord Byron. Ook de roman Dracula van Bram Stoker dateert uit het laatvictoriaanse tijdperk.

### Latere ontwikkeling
Eind jaren 70 en begin jaren 80 van de twintigste eeuw splitste - onafhankelijk van de Britse scene - deathrock zich af van de Amerikaanse punk. Liefhebbers van deze genres werden met hun overeenkomende kleding en stijl onder één noemer geschaard. De oorsprong van de hedendaagse gothicmode kan worden toegeschreven aan muziekgroepen zoals Siouxsie and the Banshees, Joy Division, Bauhaus en The Cure.
Rond 1983 raakte de benaming goth in zwang voor een liefhebber van gothic.
Net als in de punkcultuur maakten ook goths in hun beginperiode (in de jaren 70, 80 en 90 van de twintigste eeuw) zelf hun eigen kleding en -accessoires. Zowel mannelijke als vrouwelijke goths dosten zich uit met rokken, korsetten en make-up. Later werd gothickleding ook economisch interessant, waarop er gespecialiseerde winkels ontstonden en artikelen via postorderbedrijven waren te bestellen.

### Gothic na postpunk
Terwijl de eerste golf van postpunk als genre voorbijging, bleef gothic groeien, zowel muzikaal als in uiterlijk vertoon. Op muzikaal vlak vanaf begin jaren 80 met bands als The Cult, The Sisters of Mercy, Dead Can Dance, Xmal Deutschland, Fields of the Nephilim, Miranda Sex Garden, The Mission en Clan of Xymox. Dit veroorzaakte een aantal stijlvarianten, een ontwikkeling die werd versterkt door de verscheidenheid aan lokale scenes.
Tegen het midden van de jaren 90 had de victoriaanse kledingstijl zijn weg gevonden naar de subcultuur - iets dat in 2003 nog eens nieuw leven werd ingeblazen door de gothic-expositie in het Victoria and Albert Museum in Londen. Niet lang daarna nam de scene ook fetisjistische stijlen over. Rond het jaar 2000 kan er worden gesproken van minstens een tiental verschillende soorten goths: romantigoths (ook wel klassieke goths of victoriaanse goths), folk goths, fetish goths, raver goths, corporate goths, vampire goths (niet te verwarren met de subcultuur vampyres), pagan goths, ren fair goths, cyber goths (invloed vanuit de anime) en lolita goths (de Japanse lolitacultuur is eveneens geïnspireerd op de edwardiaanse en victoriaanse mode).

### Eind 20e eeuw
Sinds het einde van de jaren 90 kwam gothic meer onder de aandacht van de media – tot dan toe was het grotendeels een ondergrondse stroming.
Sinds de jaren 90 is gothic de overkoepelende noemer geworden voor new wave, [gothic rock, electro, futurepop (betwist), medieval, neofolk, industrial en dark ambient.

## Invloeden

### Invloeden uit de 20e eeuw
Gothic-muziek is beïnvloed door de gothic-literatuur. Die invloed vond zijn weg via horrorfilms op de televisie. De Byroniaanse held in het bijzonder was een sleutelfiguur in het imago van de mannelijke goth. De uitstraling van dreiging, elegantie en mystiek van de iconische figuur van Dracula, gespeeld door de Amerikaans-Hongaarse acteur Béla Lugosi, sprak binnen de cultuur tot de verbeelding. Als start van de gothic-cultuur wordt dan ook soms verwezen naar de single 'Béla Lugosi's Dead' uit 1979 van de band Bauhaus. Een belangrijk vroeg voorbeeld is zangeres Siouxsie Sioux van de band Siouxsie and the Banshees. Sommige bandleden van Bauhaus waren kunststudenten en/of kunstenaars. Eerdere arthousebewegingen werden ook beïnvloed door de gothic-mode en -stijl.
Met de femme fatale als archetype in de romantische literatuur, film noir en gothic-literatuur kwam er een rolmodel voor vrouwelijke goths. In de filmwereld werd de femme-fatalestijl, zoals geadopteerd door de stomme-filmactrice Theda Bara, van blijvende invloed. (Bara was bijgenaamd 'de vamp' en haar voornaam was een anagram voor death, 'de dood'.) Zij vestigde het uiterlijk voor bleke, roofdierachtige vrouwen in latere films, die uiteindelijk de gothic-subcultuur beïnvloedden.
Enkele vroege new-wave- en deathrock-artiesten maten zich een horrorfilmimago aan en gebruikten soundtracks van horrorfilms voor inspiratie. Hun publiek reageerde met gelijksoortige uitdossing. Standaard horrorfilmelementen zoals mist, rubberen vleermuizen en spinnenwebben werden gebruikt als gothic-clubdecor vanaf het begin in de Londense uitgaansgelegenheid The Batcave. Extremere uitingsvormen speelden met morbide, bovennatuurlijke en occulte thema's. De connectie tussen horror en gothic werd in de beginjaren in de verf gezet door de vampierfilm The Hunger uit 1983, met in de hoofdrollen David Bowie, Catherine Deneuve en Susan Sarandon. De film toonde de new-waveband Bauhaus die in een nachtclub hun single 'Béla Lugosi's Dead' speelde. In 1993 werd Whitby de locatie voor wat het grootste gothicfestival van het Verenigd Koninkrijk werd - omdat dit als decor in Bram Stokers roman Dracula werd gebruikt.
Tijdens de evolutie van de gothic-subcultuur werd familiariteit met gothic-literatuur belangrijk voor veel goths. John Keats, Edgar Allan Poe, Charles Baudelaire en andere romantische schrijvers werden net zo symbolisch voor de subcultuur als de zwarte klederdracht.
Een nieuwe literaire invloed op het gothic-milieu was Anne Rice' herintroductie van de vampier. De personages van Rice werden afgeschilderd als wezens die worstelden met eeuwigheid en eenzaamheid. Dit tezamen met hun tegenstrijdige of tragische seksualiteit trok veel goth-lezers aan, wat in de jaren 80 tot in de jaren 90 haar werk populair maakte. Boeken van haar zijn verfilmd, zoals Interview with the Vampire, met in de hoofdrol Brad Pitt, en Queen of the Damned, waarin goths een rol spelen. De eerste film bracht de victoriaanse mode binnen de subcultuur opnieuw als trend.

### Latere invloeden
Toen het verband tussen de gothic-subcultuur en horrorfictie een gevestigde norm werd, werd het bijna een cliché. Goths doken vaak op als personages in horrorromans en horrorfilms. Bijvoorbeeld de film The Crow leende direct van de gothic-muziek en -stijl. De films van Tim Burton zijn alle belangrijk voor hun representatie van goths of op gothic geïnspireerde personages. In het bijzonder in Beetlejuice, waarin Lydia, een gothic tiener, voorkomt. Ook Edward Scissorhands, The Nightmare Before Christmas, Sleepy Hollow, Ginger Snaps en Corpse Bride zijn prima voorbeelden van zijn hand. Op hun beurt trokken dergelijke films nieuw publiek aan tot de gothicscene. Anne Rice' boekenreeks 'The Vampire Chronicles' en de populaire World of Darkness-rollenspellen (vooral Vampire: The Masquerade) refereerden ook direct aan de gothic-muziek en -cultuur en zorgden voor belangstelling voor de wereld van de gothic. Invloeden van anime en ook cyberpunk-fictie zoals The Matrix en Shadowrun hebben de belangstelling voor gothic vergroot. Tevens hebben ze bijgedragen aan de bevordering van de populariteit van de cyber-subcultuur of de industrial/gothic-ondersoort cybergothic en de populariteit van industrial-muziek.
Ook belangrijk is de positieve rol van een terugkerend goth-personage in de Amerikaanse televisieserie NCIS. Abby Sciuto, gespeeld door Pauley Perrette, is goth en werkt vastberaden aan de zijde van de hoofdrolspelers als een bekwame forensisch wetenschapper.
Een ander goth-personage is te zien in de Vlaamse televisieserie Het Eiland, namelijk de new-waveliefhebber Alain Vandam, gespeeld door Tom Van Dyck.

## Raakvlakken aan gothic
De subcultuur wordt gekenmerkt door een donker karakter, zoals in de gothic-muziek, waarin melancholie wordt opgewekt. Dit komt voort uit de voorliefde voor duisternis, de duistere kant van de wereld en de menselijke psyche, wat zich uit in het voorkomen van de aanhangers en hun smaak op het gebied van muziek, film, literatuur en kunst.